# Регалии Королевства Нидерланды

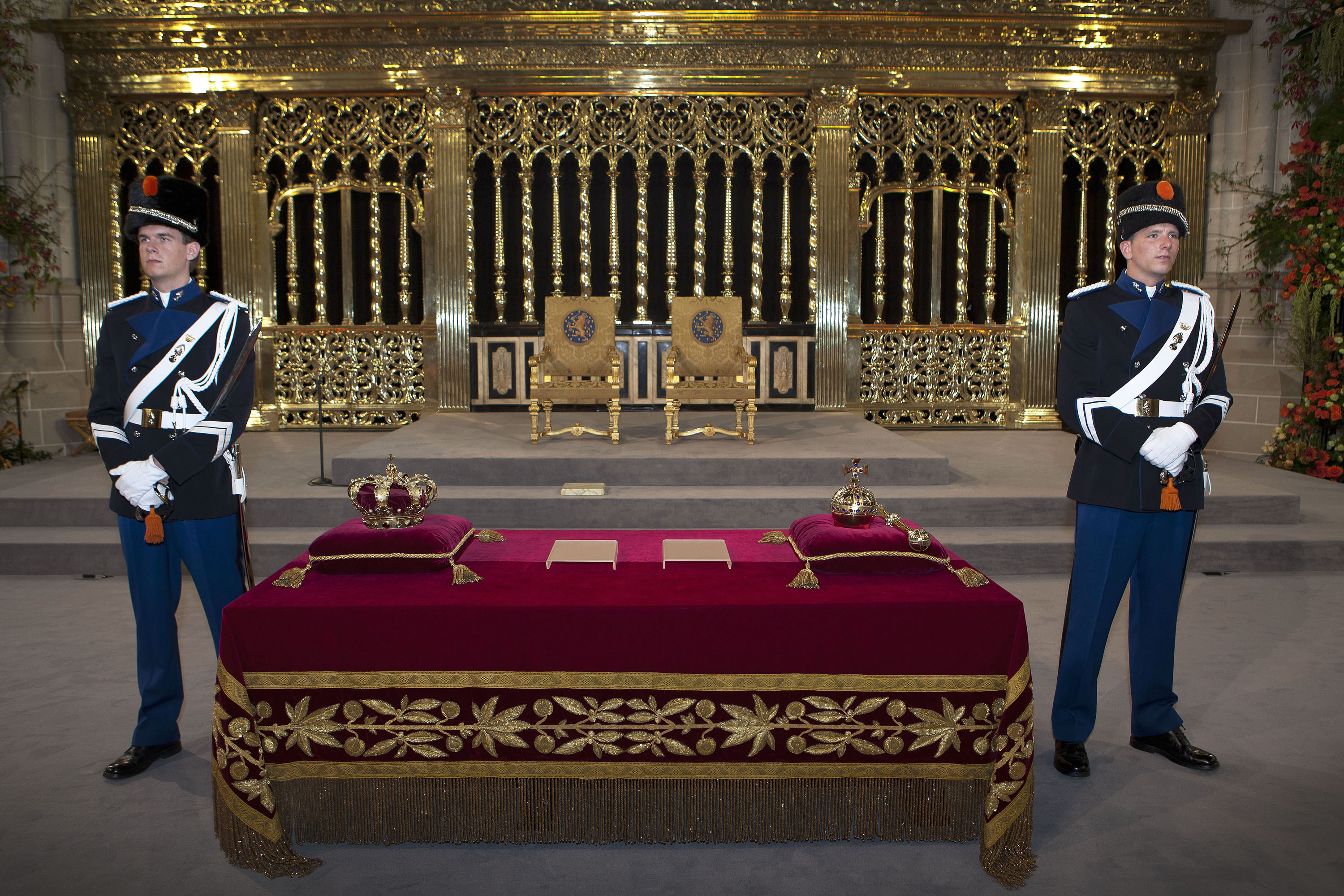
Коронационный стол с Регалиями Королевства Нидерландов

В сравнении с регалиями многих европейских монархий, нидерландские Регалии являются относительно новыми. Они были созданы по заказу короля Вильгельма II в 1840 году. Более ранний, и более скромный набор регалий из серебра — был изготовлен по заказу короля Вильгельма I в 1815 году.

## История
Во все времена, все правители стремились не только удерживать власть, но и придать абстрактному слову власть — материальную значимость. Для этих целей и были созданы символы, как то: корона, держава, скипетр. В королевских семьях они часто только используются для коронации монархов и в нескольких других церемониальных случаях, хотя монархов можно также часто увидеть в них на портретах, поскольку они символизируют власть и непрерывность монархии. Хотя дополнения к регалиям могут быть сделаны, но со средневековых времен существующие традиция, как правило, передавать в неизменном виде, поскольку они символизируют непрерывность и стабильность монархии. Первое упоминание о Регалиях Нидерландской семьи относятся к 1815 году. До этой даты, Королевская семья, естественно, обладала драгоценностями и фамильными реликвиями, но они не были отождествлены с символами власти, государственного значения.
Все Королевские регалии, включая коронационную мантию, используются только на интронизации Короля или Королевы и были переданы королевой Юлианой в «Фонд регалий дома Оранье-Нассау». Мантия выполнена из фиолетового бархата и отделана горностаем, 83 льва, вышитые золотом, украшают её. Она впервые была использована в 1815 году и после — несколько раз переработан, чтобы подходить по размеру различным монархам и отражать изменчивую моду. Львы остаются старыми и являлись частью мантии короля Вильгельма I. Часть меха была возобновлена или заменена, а в 1948 бархат был в таком плохом состоянии, что швейцарскому кутюрье, который отвечал за его восстановление, не оставалось ничего, кроме как заменить его полностью. Нидерландские монархи никогда не были физически коронованы. Во время королевских инаугураций, корона, скипетр и держава раскладываются на столе в кирхе Nieuwe Kerk в Амстердаме, где проходят инаугурации. Гонфалон Государства и Меч Государства следуют с королевской процессией из дворца в храм и располагаются по обе стороны от королевского помоста в храме во время принесения присяги.

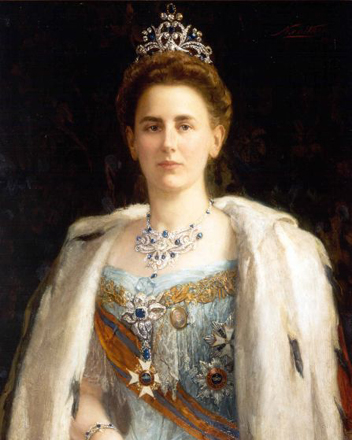
Королева Вильгельмина в знаменитой короне и колье, 1898

Иногда регалиями называют «Драгоценности Короны». В прошлом, использовались термины «Дом-бриллиантов», «Дом-драгоценностей» (по воле Вильгельма I в 1841 г.) и «Семейные Драгоценности» (в 1784 г по воле Вильгельм V). В 1790 термин «Bijoux de la Couronne» был использован Luise of Brunswick -Wolfenbüttel для обозначения крупного бриллианта с Борнео. В 1896 году фирма Firm of van Kempen & Begeer писала о замене драгоценностей в короне («juweleelen der kroon»). Королева Юлиана сделала подборку её формальных украшения и передала для «Фонда Регалий дома Оранских-Нассау», основанного 27 июля 1963 года. В 1968 году Фонд «Kroongoederen van het Huis van Oranje-Nassau» был учрежден. Он владеет регалиями и домашними драгоценностями Королевской Семьи. Среди имущества «драгоценностей короны» есть большие и старомодные диадемы, вечерние платья, корсаж и набор колье с крупными изумрудами, сапфирами, бриллиантами и рубинами. Их иногда надевают во время государственных банкетов.
Во время Второй Мировой Войны Нидерландские Королевские Регалии были доставлены на хранение из Гааги в Великобританию и хранились в сейфах Wolverhampton Town Hall. Принцесса Ирена и бригады, которые были членами нидерландской армии, дислоцировались в Wrottesley Park, Wolverhampton в течение войны.

## Состав Регалий Королевства Нидерландов
- Корона Нидерландов — символизирует суверенитет Королевства Нидерландов, которое состоят из территорий в Западной Европе и трёх составных странах Карибского бассейна: Аруба, Кюрасао, Сент-Мартен. Корона так же символизирует достоинство государя, в качестве главы Королевства. Она была изготовлена в Амстердаме ювелирной мастерской Бонабаккер. Корона состоит позолоченного серебра, цветных камней и с имитацией жемчуга вокруг.
- Скипетр — символизирует полномочия правящего Короля или Королевы;
- Держава — символизирует суверенитет территории. Как скипетр, так и держава были созданы придворным ювелиром Мейером из Гааги.
- Меч Государства, как символ стоящего у власти монарха;
- Гонфалон Государства (Rijksvaandel или Rijksbanier) — белое шелковое знамя с гербом Нидерландов закрепленное на позолоченном копье, учрежденный 24 августа 1815 и символизирующее нацию. Впоследствии, Герб Нидерландов претерпел изменения в 1815 года, но, изображение на гонфалоне — остается неизменно. Работа была выполнена Бартоломеусом Иоханнесом ван Хове[4].

## Галерея

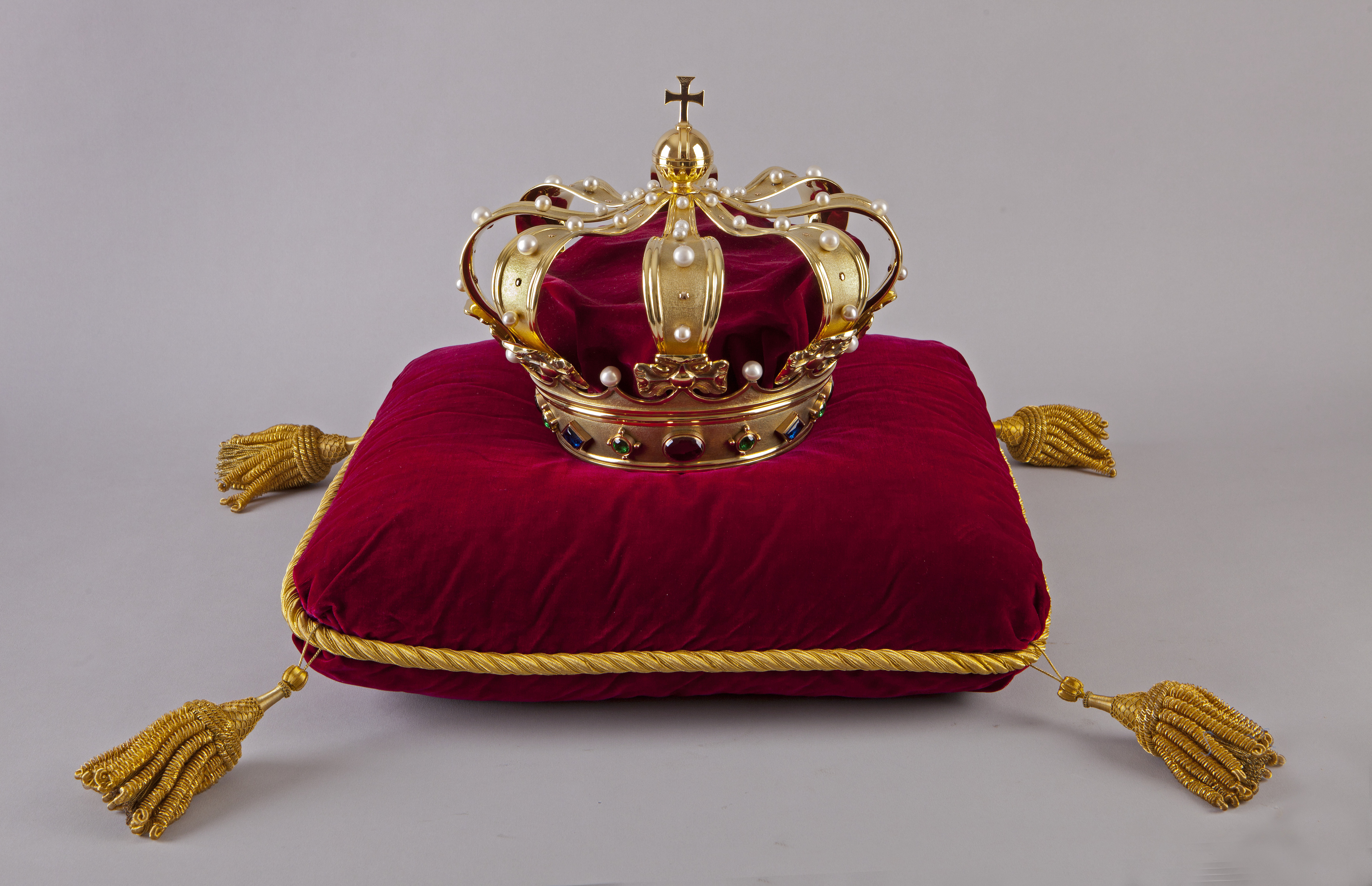
Корона Королевства Нидерланды
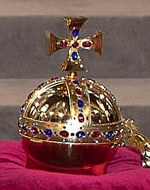
Держава Королевства Нидерланды
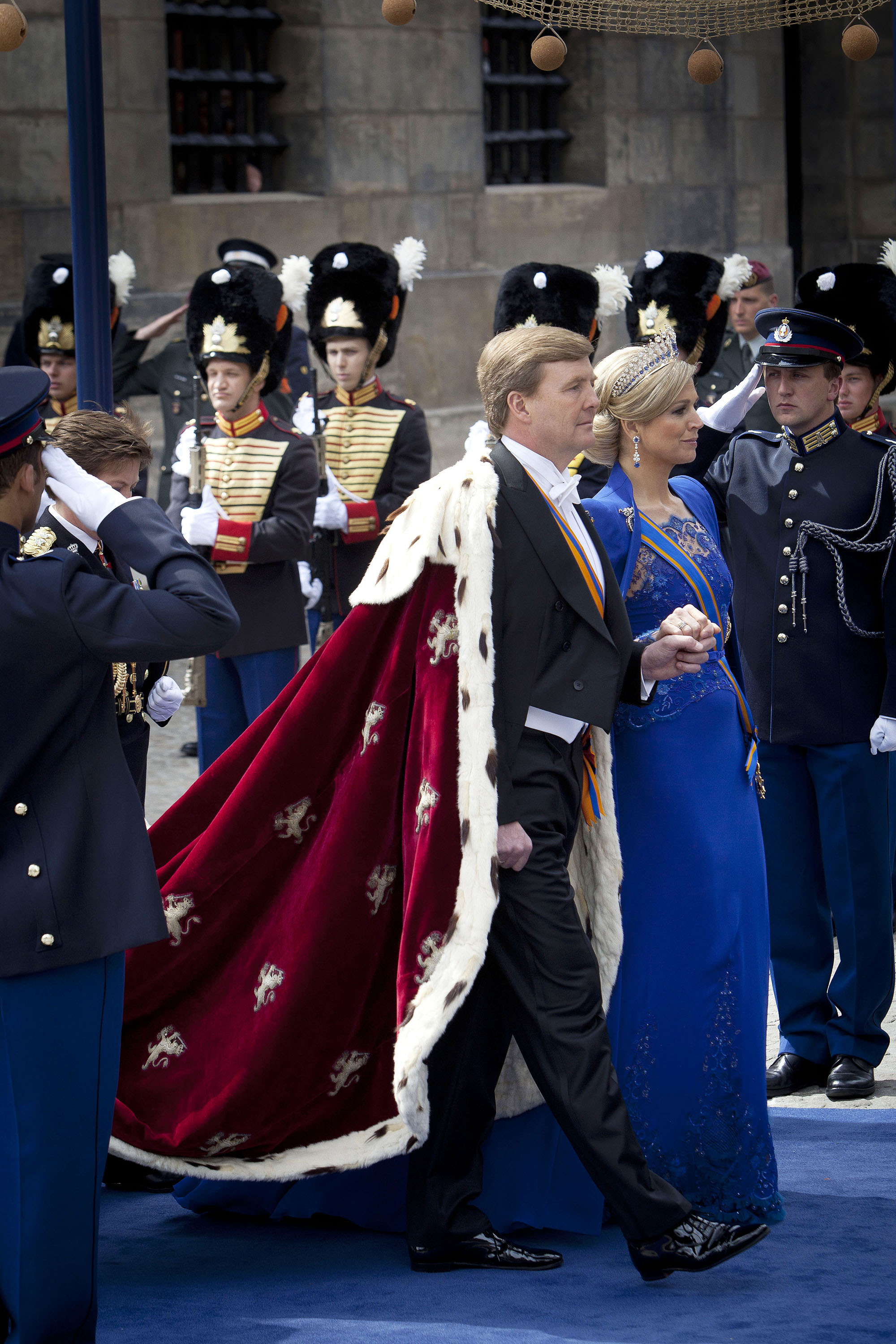
Королевская мантия
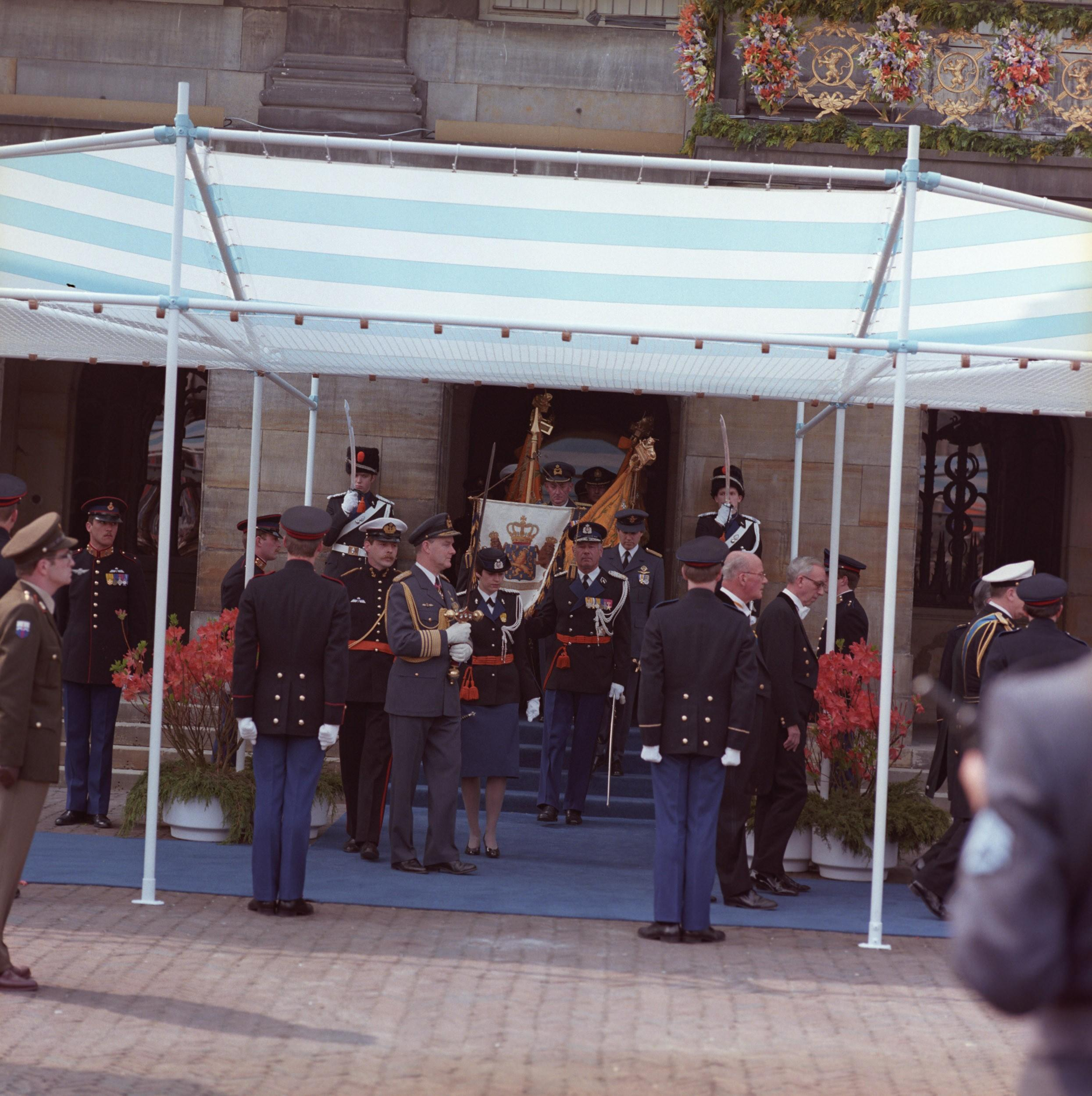
Гонфалон Государства
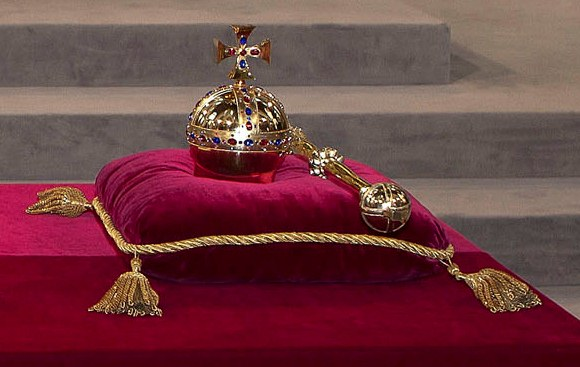
Держава и Скипетр